# Australia Open 2006 (Badminton)
Die Australian Open 2006 im Badminton fanden vom 7. bis zum 10. September 2006 statt.

## Sieger und Platzierte
| Disziplin    | Gold                          | Silber                            | Bronze                              |
| ------------ | ----------------------------- | --------------------------------- | ----------------------------------- |
| Herreneinzel | Ismail Saman                  | Berata Chandra                    | Richard Vaughan                     |
| Herreneinzel | Ismail Saman                  | Berata Chandra                    | Chan Yun Lung                       |
| Dameneinzel  | Huang Chia-chi                | Chie Umezu                        | Yukina Oku                          |
| Dameneinzel  | Huang Chia-chi                | Chie Umezu                        | Masami Yoshimura                    |
| Herrendoppel | John Gordon Daniel Shirley    | Aji Basuki Sindoro Ashley Brehaut | Michael Chappell Wesley Caulkett    |
| Herrendoppel | John Gordon Daniel Shirley    | Aji Basuki Sindoro Ashley Brehaut | Ross Smith Glenn Warfe              |
| Damendoppel  | Apriliana Rintan Imura Yukina | Fiona McKee Charmaine Reid        | Kate Wilson-Smith Samantha Jinadasa |
| Damendoppel  | Apriliana Rintan Imura Yukina | Fiona McKee Charmaine Reid        | Renee Flavell Donna Cranston        |
| Mixed        | Daniel Shirley Joanne Quay    | Craig Cooper Renee Flavell        | Henry Tam Donna Cranston            |
| Mixed        | Daniel Shirley Joanne Quay    | Craig Cooper Renee Flavell        | Ross Smith Tania Luiz               |